# Fürstenfeld
Fürstenfeld est une commune autrichienne du district de Hartberg-Fürstenfeld en Styrie.

## Histoire
Au 1er janvier 2025, elle incorpore Söchau.

## Jumelages
La ville de Fürstenfeld est jumelée avec :
- Zoug (Suisse) depuis 1986
- Körmend (Hongrie) depuis 1992
- Vișeu de Sus (Roumanie)
- Aindling (Allemagne) depuis 2009